# Richard Jenkin
Richard Jenkin, també conegut pel seu nom bàrdic Map Dyvroeth (Fill de l'exili) (Ilkeston, Derbyshire, Anglaterra 1925-2002) és un poeta i activista còrnic.
Era fill de cornuallesos emigrats, estudià a Oxford i lluità a la Segona Guerra Mundial. Amb la seva esposa Ann Trevenen Jenkin el 1951 va fundar la revista New Cornwall, des d'on iniciaria les reivindicacions polítiques i culturals còrniques. Des del 1970 al 1983 fou un dels dirigents del Mebyon Kernow (MK), i president honorari fins a la seva mort, així com gran bard del Gorsedh Kernow de 1976 al 1982.